# 1992年バルセロナオリンピックのチェコスロバキア選手団
1992年バルセロナオリンピックのチェコスロバキア選手団（1992ねんバルセロナオリンピックのチェコスロバキアせんしゅだん）は、1992年7月25日から8月9日にかけてスペインのカタルーニャ州バルセロナで開催された1992年バルセロナオリンピックのチェコスロバキア選手団、およびその競技結果。

## 概要
今大会は金メダル4個、銀メダル2個、銅メダル1個の合計7個のメダルを獲得した。チェコスロバキアは1993年にチェコとスロバキアに分離したのでチェコスロバキアとしての夏季オリンピックの参加は今大会が最後となった。

## メダル
| メダル | 選手名                            | 競技   | 種目                                             | 獲得した日付 |
| ------ | --------------------------------- | ------ | ------------------------------------------------ | ------------ |
| 金     | ヤン・ゼレズニー                  | 陸上   | 男子やり投                                       | 8月8日       |
| 金     | ロベルト・ズメリク                | 陸上   | 男子十種競技                                     | 8月6日       |
| 金     | ペトル・フルドゥリチカ            | 射撃   | 男子クレー射撃                                   | 8月2日       |
| 金     | ルカーシュ・ポラート              | カヌー | スラローム 男子C-1                               | 8月1日       |
| 銀     | ヴァーツラフ・チャルパ            | ボート | 男子シングルスカル                               | 8月1日       |
| 銀     | イジー・ロハン ミロスラフ・シメク | カヌー | スラローム 男子C-2                               | 8月2日       |
| 銅     | ルボシュ・ラチャンスキー          | 射撃   | 男子ランニングターゲット 10mランリングターゲット | 8月1日       |